# Otjize

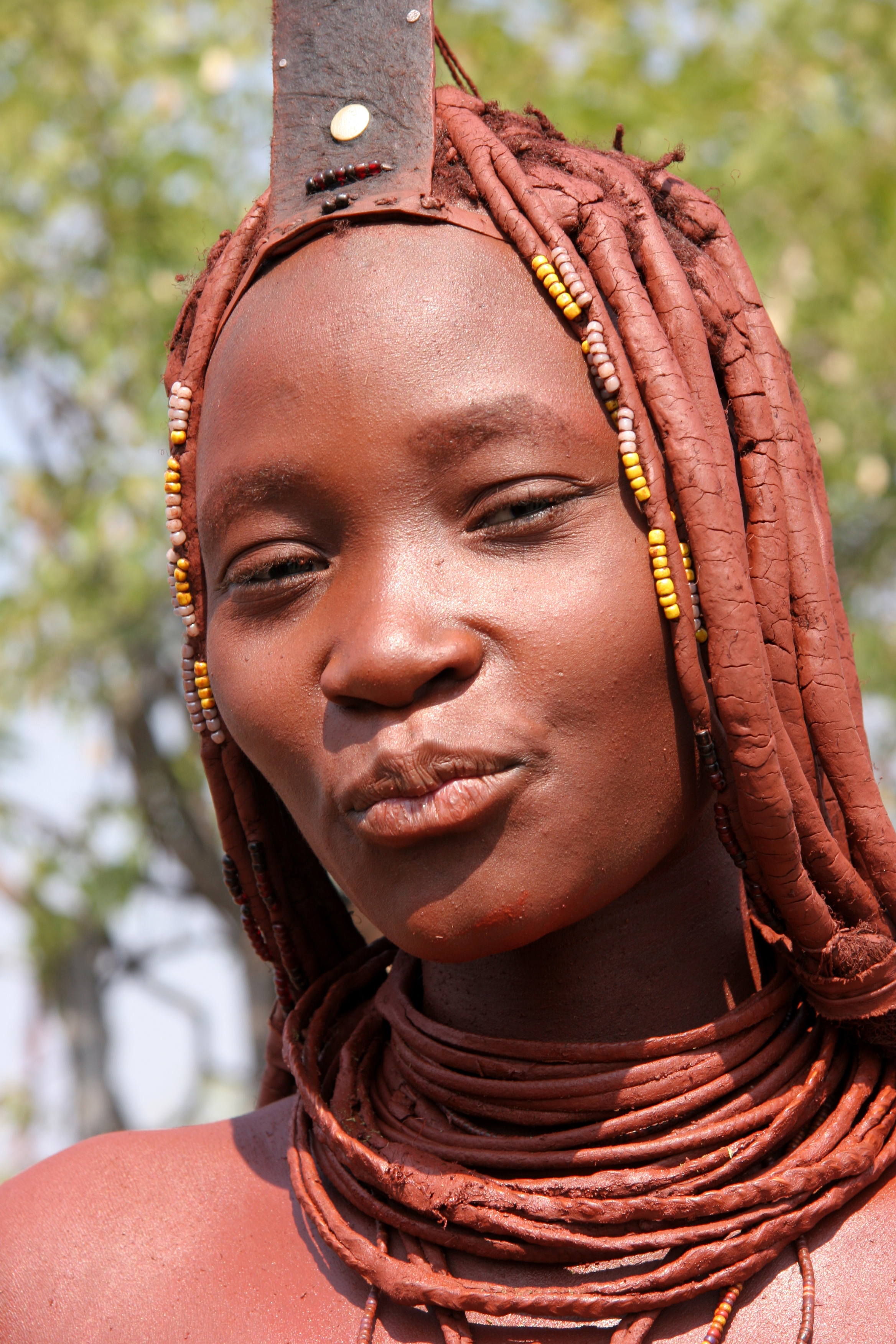
Mulher himba usando otjize

Otjize é uma mistura de gordura de manteiga e pigmento ocre usada pelo povo himba da Namíbia para se proteger do clima severo do deserto. 
A pasta é frequentemente perfumada com a resina aromática de Commiphora multijuga (omuzumba). A mistura confere à pele uma tonalidade alaranjada ou avermelhada profunda. Isso simboliza a rica cor vermelha da terra e o sangue, a essência da vida, e é o ideal de beleza himba. Os himba também usam otjize em seus cabelos, que são longos e entrançados em desenhos complexos.
 

Otjize também é usado para fins de higiene devido à escassez de água. Com o tempo, o otjize descama, removendo a sujeira e a pele morta. A madeira é usada para lavar os cabelos. 